# Argentinská futsalová reprezentace
Argentinská futsalová reprezentace reprezentuje Argentinu na mezinárodním turnajích, jako mistrovství světa a mistrovství Jižní Ameriky. Funguje pod záštitou federace Asociación del Fútbol Argentino (AFA). První mezinárodní zápas odehrála v roce 1987. V červenci 2018 jí ve světovém žebříčku patřilo 5. místo. V roce 2016 získala titul mistra světa, 3krát vyhrála mistrovství Jižní Ameriky.